# 顧雄
顧雄（1444年—？），字時俊，直隸揚州府通州縣人，民籍，明朝政治人物。

## 生平
成化十三年（1477年）丁酉科應天府鄉試第三十四名舉人。成化十七年（1481年）中式辛丑科會試第一百四十四名，二甲第三十二名進士。

## 家族
曾祖顧士瞻，工部主事；祖父顧思尚，縣丞；父顧德，母陳氏；繼母方氏。具庆下。